# Nyikolaj Mihajlovics Makszimov
Nyikolaj Mihajlovics Makszimov (Moszkva, 1972. november 15. –) olimpiai ezüst- és bronzérmes, világbajnoki és Európa-bajnoki bronzérmes orosz vízilabdázó, kapus.
2000-ben ezüstérmet, 2004-ben pedig bronzérmet nyert az olimpiai játékokon, a 2012. évi nyári olimpiai játékokon a kazak válogatott tagjaként 11. helyezést ért el.